# Municipio de Central (condado de Merrick)
El municipio de Central (en inglés, Central Township) es un municipio del condado de Merrick, Nebraska, Estados Unidos. Tiene una población estimada, a mediados de 2022, de 62 habitantes.
Abarca una zona exclusivamente rural.

## Geografía
Está ubicado en las coordenadas 41°10′2″N 97°54′33″O / 41.16722, -97.90917. Según la Oficina del Censo de los Estados Unidos, tiene una superficie total de 42.12 km², de la cual 40.62 km² corresponden a tierra firme y 1.50 km² están cubiertos de agua.

## Demografía
Según el censo de 2020, en ese momento había 87 personas residiendo en la zona. La densidad de población era de 2.1 hab./km². El 91.95 % de los habitantes eran blancos, el 1.15% era isleño del Pacífico y el 6.90% eran de una mezcla de razas. Del total de la población, el 3.45 % eran hispanos o latinos de cualquier raza.